# Императорские ВВС Маньчжоу-го
ВВС Императорской Маньчжурии (кит. трад. 大満州帝国空軍, пиньинь Даманжоудиго Кунцзюн, буквально: «ВВС Великой маньчжурской империи») - авиация Вооруженных сил Императорской Маньчжурии. Сформирована зимой 1937 г. с первоначальной численностью летного состава ВВС в 30 человек.

## Формирование и подготовка
Предтечей формирования самостоятельных ВВС Императорской Маньчжурии стала госавиакомпания «Маньчжурия», куда были приданы отдельные роты авиации Квантунской армии Сухопутных войск. Авиакомпания «Маньчжурия», кроме гражданских перевозок, выполняла задачи транспортного и разведывательного характера в интересах штаба армии.  К 1939 гг. в составе авиакомпании были сформированы три эскадрильи военных летчиков: 
- столичная г. Синьцзин  (комэск л-т Ута)
- г. Фэнтянь
- г. Харбин.

С 1940 г. на базе столичной эскадрильи был сформирован Штаб ВВС  (яп.  Хикотай сирэйбу). Первоначально, личный состав ВВС состоял из военлетов и техсостава  Сухопутных войск, чья подготовка проходила в УБАЭ Квантунской армии (г. Харбин). Летом 1940 г. была сформирована лётная школа ВВС, ведшая подготовку как военных, так и гражданских летчиков. В 1941 г. в школе произошло убийство одного из японских инструкторов и бунт курсантов-маньчжур. В результате бунта часть курсантов бежала и перешла на сторону маньчжурских партизан.

## Матчасть

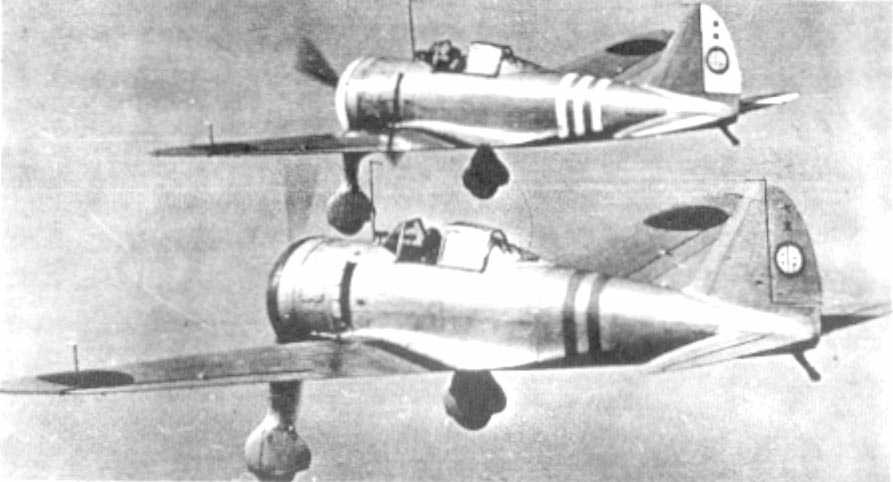
И-97
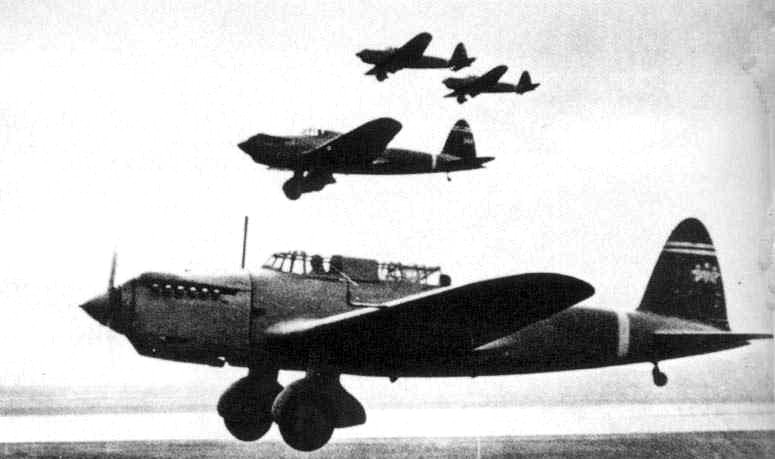
ЛБ-98
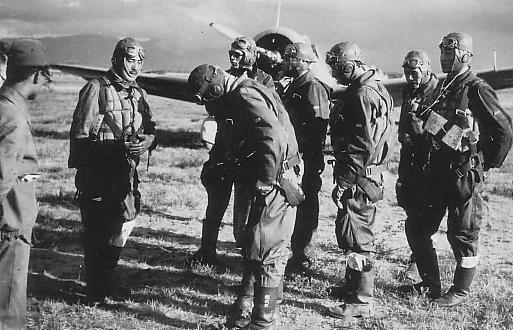
Военлёты Императорской Маньчжурии

Вплоть до конца войны ВВС Императорской Маньчжурии в основном располагали довоенным парком ЛА авиации Квантунской армии Сухопутных войск (И-97 и ЛБ-98). Закупки техники частично финансировались японскими компаниями в  Императорской Маньчжурии. Так же лётная школа ВВС Императорской Маньчжурии была укомплектована достаточно крупным количеством ед. учебных И-95, «Ньюпор», Р-88, монопланов УБЛА-99 и УБИ-91. В составе ВВС Императорской Маньчжурии были сформированы батальоны ВТА, имевшие на вооружении транспортные самолеты ВТС-95. Правительственный авиаотряд и авиакомпания «Маньчжурия» также  эксплуатировали пассажирский Ю-86, транспортные ВТС-1 и Сапсан собственного производства.

#### Техника летной школыВВС

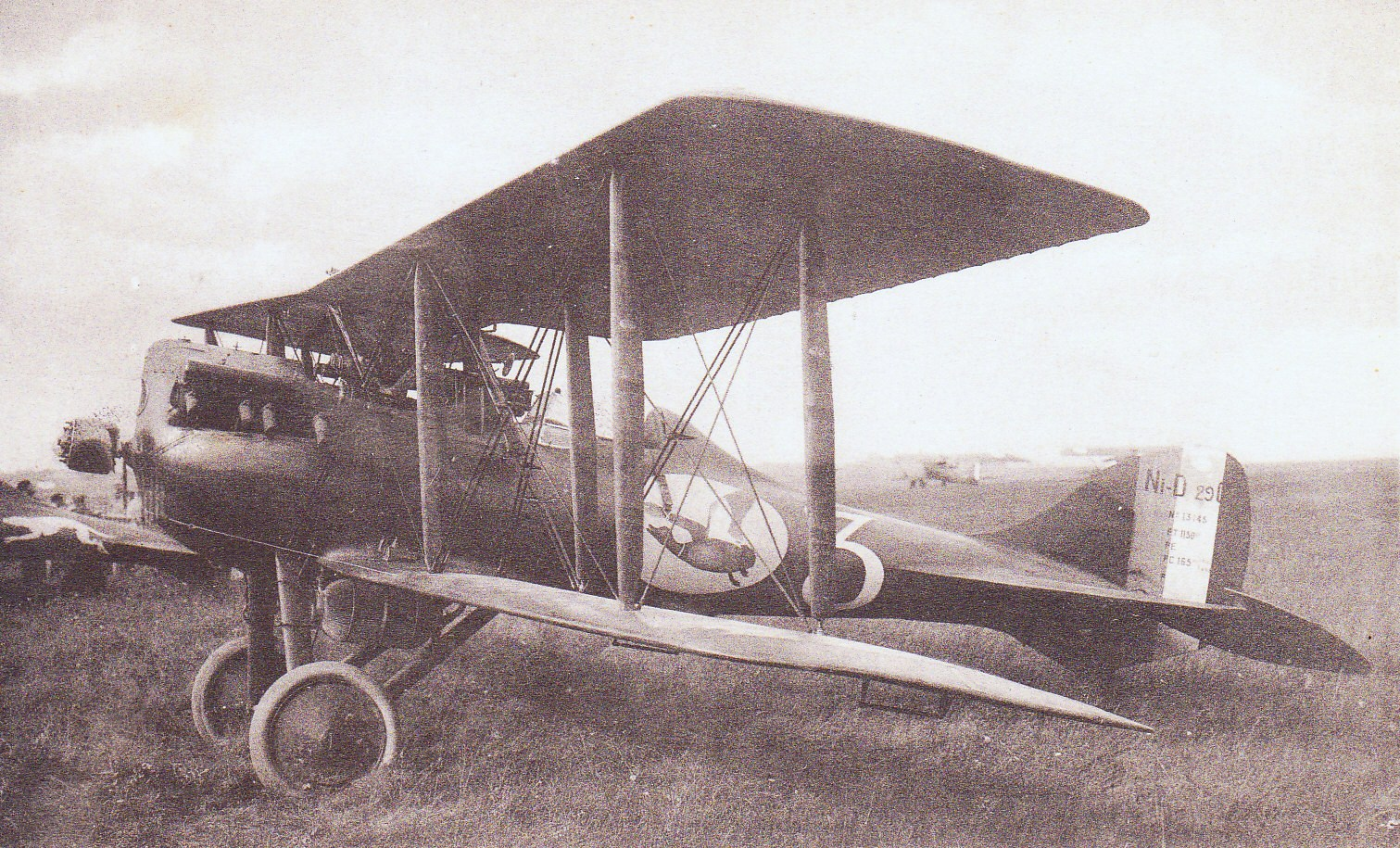
«Ньюпор»
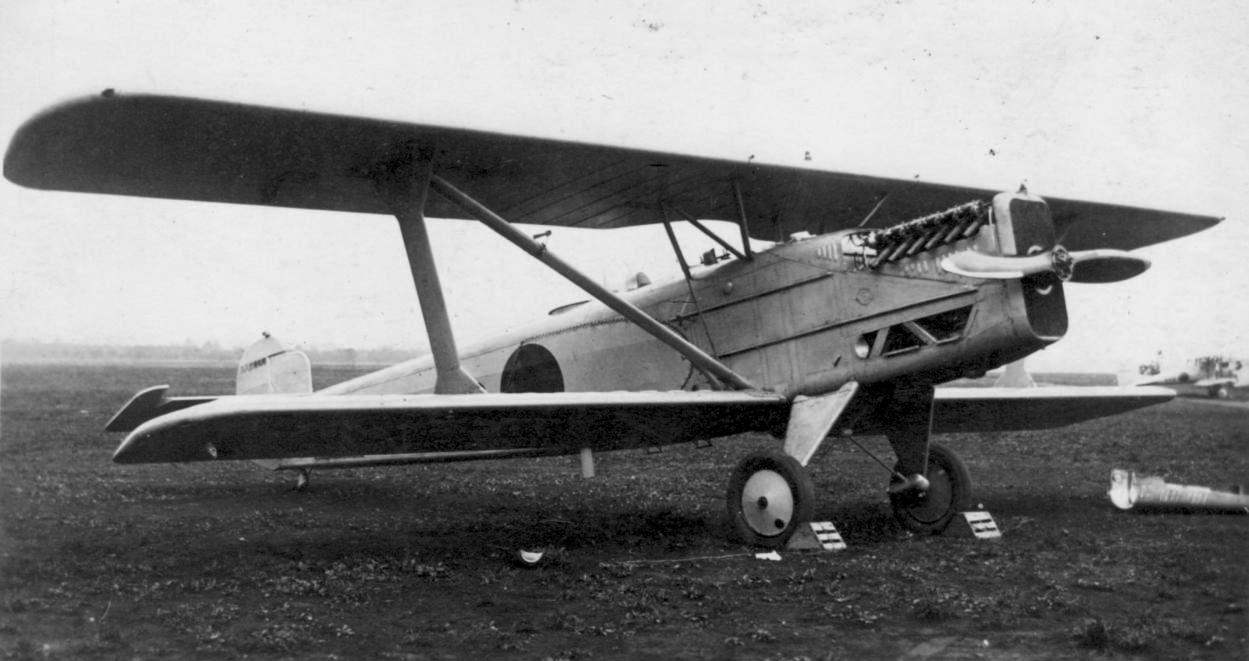
Р-88
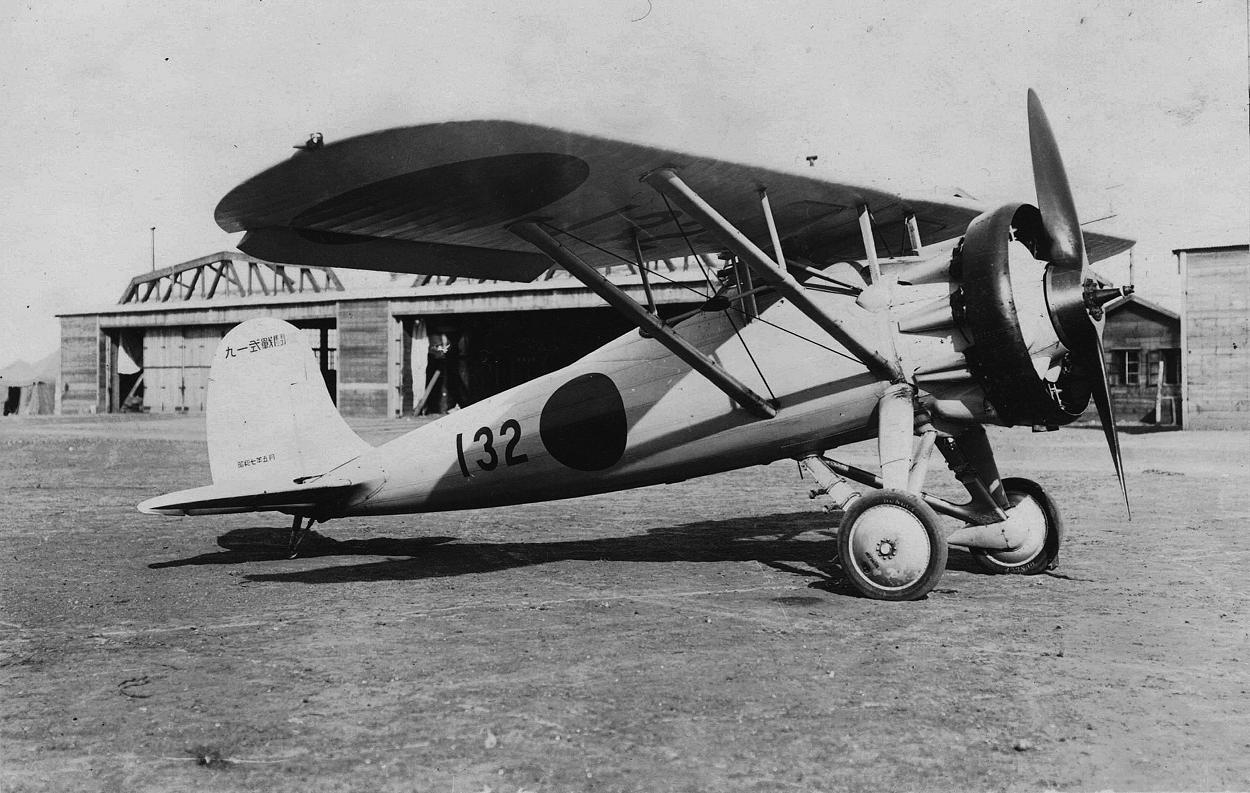
УБИ-91
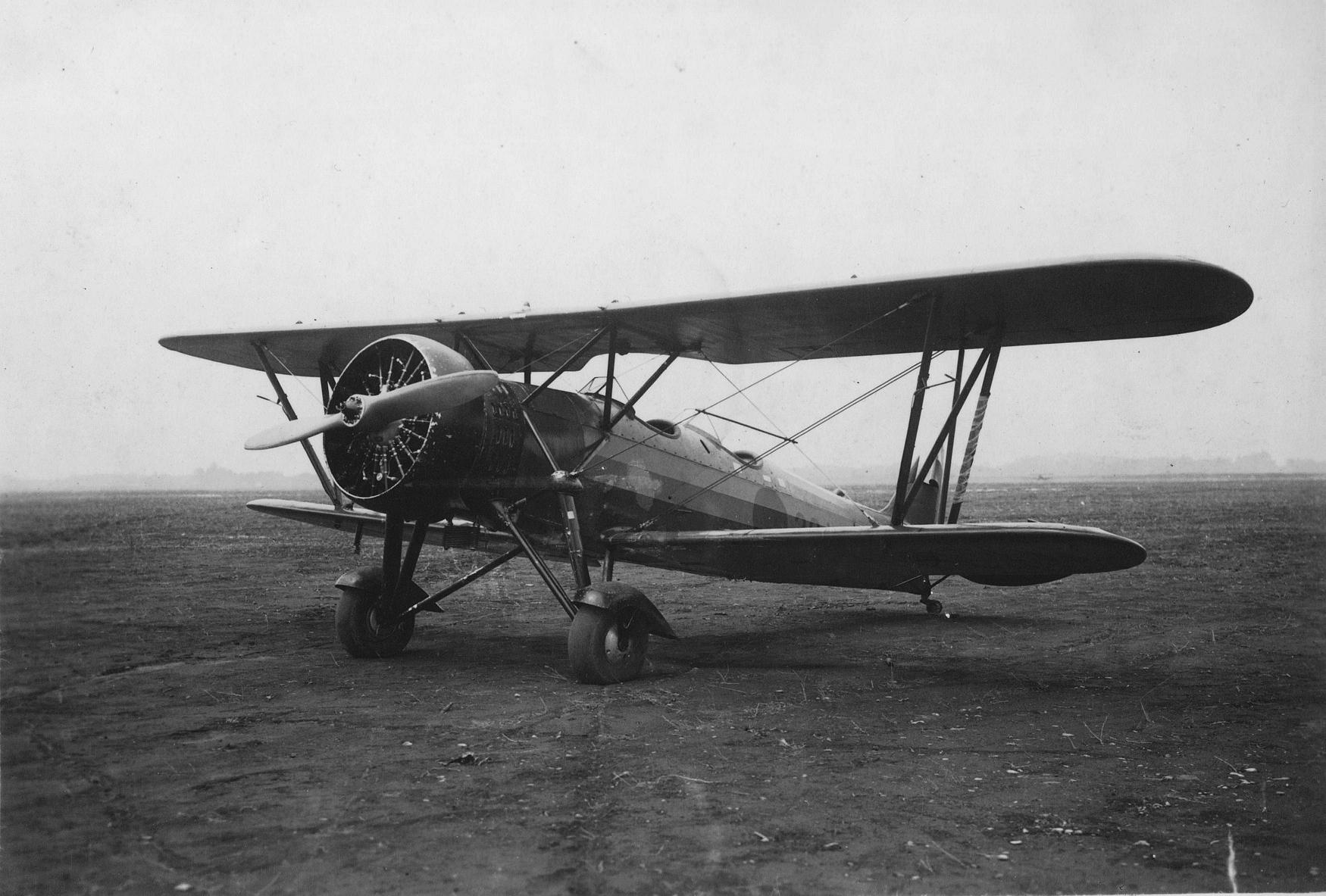
И-95
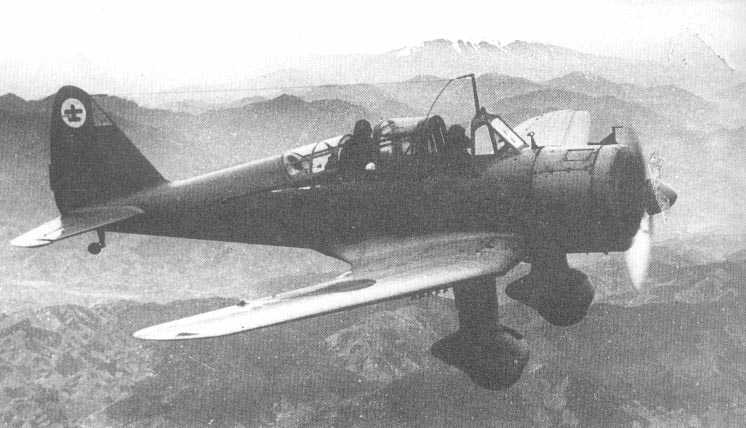
УБЛА-99

#### Техника авиакомпании «Маньчжурия»

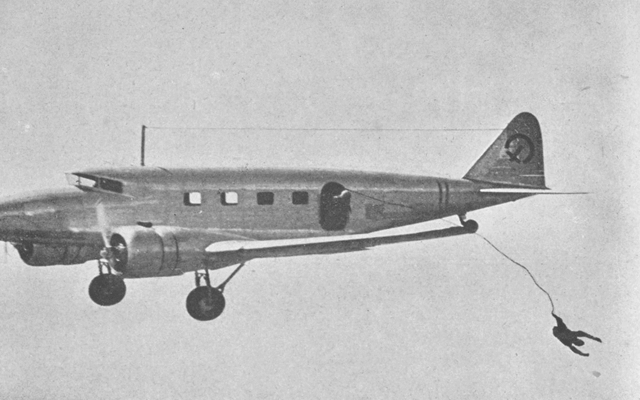
ВТС-97
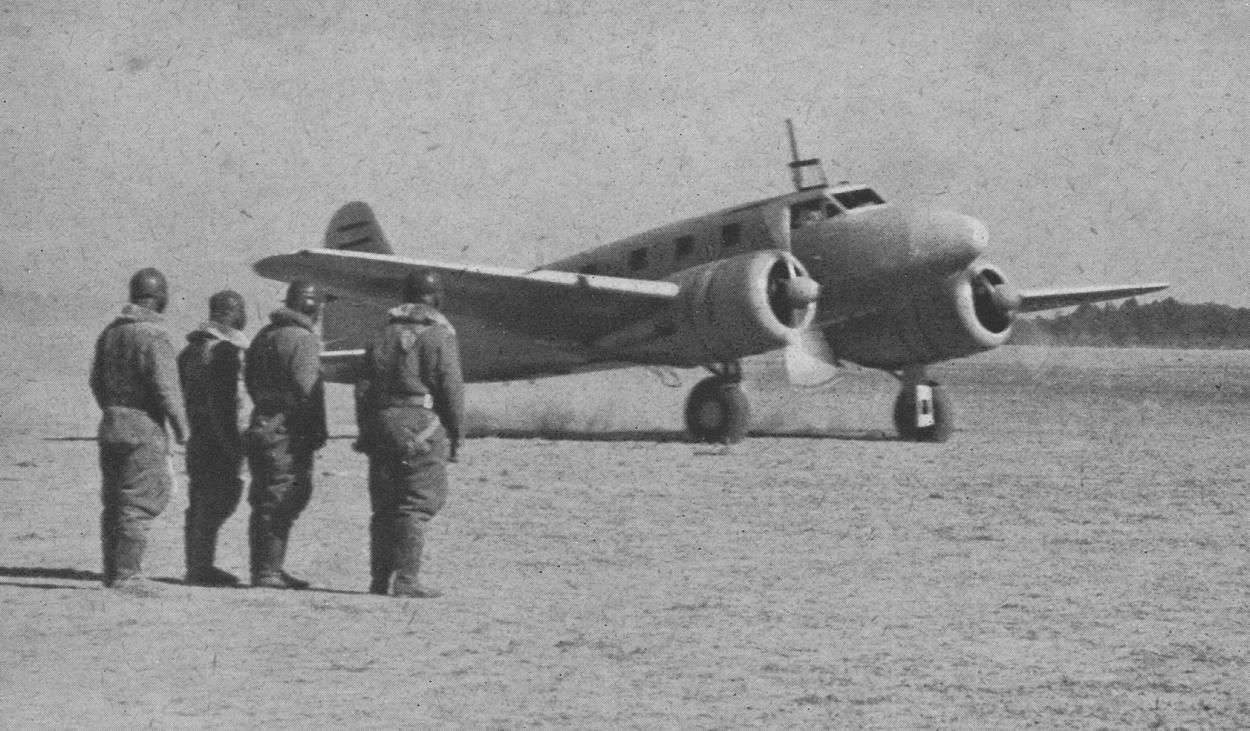
ВТС-1
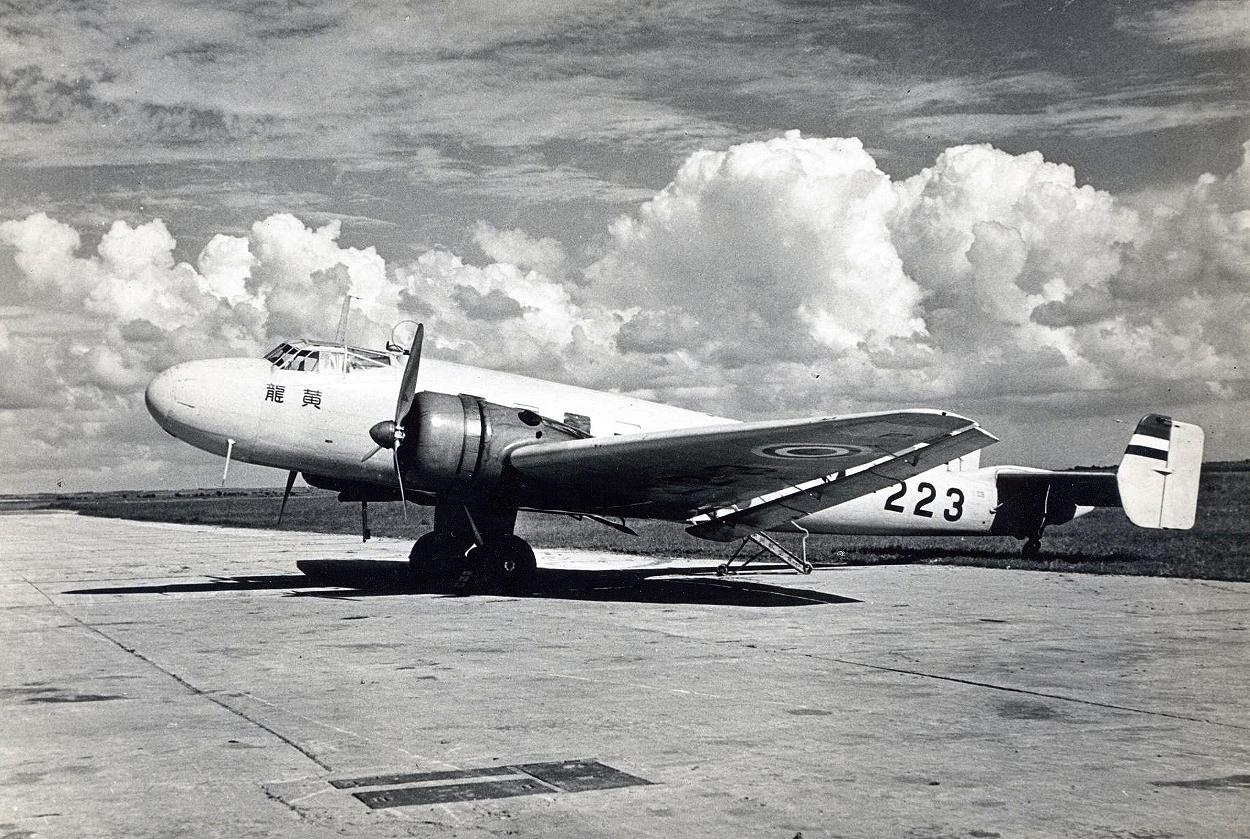
Пассажирский Ю-86

## Участие в боевых действиях
С 1944 г. ВВС Императорской Маньчжурии были переданы в оперативное подчинение воздушной армии (ВА) №2 Сухопутных войск в Маньчжурии. К этому времени ВВС Императорской Маньчжурии совершили около 120 боевых вылетов. К концу войны ВВС испытывали нехватку топлива и техники, в т.ч. истребителей И-1 и И-2. Техника и топливо лимитировались из-за нехватки мощностей в промышленности и энергетике метрополии. После начала налётов дальней авиации США в конце 1944 г. штабы ВВС Императорской Маньчжурии и Квантунской армии Сухопутных войск приступили к формированию таранных отрядов. Первый таран B-29 совершил И-97 ВВС Императорской Маньчжурии. В 1945 г. в связи с приближением противника к метрополии и высадкой сил КМП США на арх. Рюкю интенсивность налётов  на территорию Маньчжурии снизилась. В качестве главной угрозы Императорской Маньчжурии рассматривалось вторжение частей и соединений РККА с советского Дальнего Востока, в связи с чем выросло значение ударной авиации. В ходе стратегического наступления РККА танковых частей летом 1945 г. ВВС применяли тактику таранных ударов, что не смогло помешать разгрому Вооруженных сил Императорской Маньчжурии.